# Роладор
Роладор (порт. Rolador)  —  муниципалитет в Бразилии, входит в штат Риу-Гранди-ду-Сул. Составная часть мезорегиона Северо-запад штата Риу-Гранди-ду-Сул. Входит в экономико-статистический  микрорегион Санту-Анжелу. Население составляет 2755 человек на 2006 год. Занимает площадь 293,488 км². Плотность населения — 9,4 чел./км².
Праздник города —  16 апреля.

## Статистика
- Валовой внутренний продукт на 2003 составляет 51.060.672,00 реалов (данные: Бразильский институт географии и статистики).
- Валовой внутренний продукт на душу населения на 2003 составляет 18.190,48 реалов (данные: Бразильский институт географии и статистики).

## География
Климат местности: субтропический гумидный.